# Hydrogonium patulifolium
Hydrogonium patulifolium är en bladmossart som beskrevs av J. Fröhlich 1964. Hydrogonium patulifolium ingår i släktet Hydrogonium och familjen Pottiaceae. Inga underarter finns listade i Catalogue of Life.